# Dragón (1745)
El Dragón fue un navío de línea de 64 cañones nominales de la Real Armada Española. Su nombre de advocación era Santa Teresa de Jesús. Fue construido en La Habana entre 1744 y 1745. De acuerdo con los sistemas de clasificación de la Royal Navy, el buque quedaba categorizado como un navío de tercera clase. Fue construido por el asentista don Juan de Acosta con los planos del ingeniero don Cipriano Autrán conjuntamente con el navío Conquistador, con el asiento de la Real Compañía de la Habana. Fue el segundo navío de la Armada Española con ese nombre, tras la pérdida del anterior Dragón en Cartagena de Indias en 1741.

## Historial de servicio

### Flota de Indias
El 25 de octubre de 1745 zarpa de La Habana con la  escuadra de D. Benito María de Spínola para conducir caudales y otros bienes a Cádiz. Regresaron a la Habana por los vientos contrarios, suspendiéndose una nueva salida ante el peligro de ser capturados por los británicos. 
A mediados de 1746 llega a Veracruz con el navío Reina, Ilevando a bordo al nuevo virrey Juan Francisco de Güemes y Horcasitas, el que fuera gobernador de la Habana y capitán general de la isla de Cuba. Regresaron a la Habana en junio de 1746 con un millón de pesos a bordo. 
Bajo el mando del capitán de navío Manuel de Paz, participó con la escuadra española al mando de Andrés Reggio en la batalla naval de La Habana el 12 de octubre de 1748 contra la escuadra británica mandada por Knowles. El buque quedó desplazado de la línea de combate, no siendo alcanzado sino únicamente en una de las jarcias, lo que llevó a pensar que el buque no había tenido mucha implicación en el combate, e incluso que lo había rehuído. En la formación de batalla se cita que el Dragón disponía de 60 cañones.
Zarpa de La Habana el 21 de marzo de 1749 mandados por D. Benito María de Spínola con el navío Real Familia y fondeó en la rada de Cartagena de Indias el 14 de mayo para llevar la noticia del fin de la Guerra del Asiento y cargar todos los caudales que allí se encontrasen. Poco después zarpa rumbo a la Habana, desde donde levó anclas en noviembre de 1749 con los navíos Real Fénix y Real Familia, comandados por el teniente general D. Benito Antonio Espínola dando escolta a una flota mercante cargada de caudales y otros géneros. Desde el puerto francés de Fort-Royal, Martinica, zarparon el 16 de abril y entraron en Cádiz el 8 de junio de 1750.

### Combate contra piratas argelinos
En noviembre de 1751 zarpó de Cádiz al mando nuevamente del capitán de navío D. Pedro Fitz-James Stuart con rumbo a Ferrol con el navío América como buque insignia de la escuadra mandada por Luis de Córdova. Al amanecer del 28 de noviembre de 1751, cerca del cabo de San Vicente divisaron a los navíos argelinos Danzik, de 60 cañones, y Castillo Nuevo, de 54. El segundo de ellos consiguió huir, mientras se daba caza al primero. En el combate de unas 30 horas de duración a lo largo de cuatro días, hubo en los buques españoles 29 muertos y heridos, y en el navío corsario 194 muertos y 320 prisioneros, y se liberó a 50 cautivos. El navío argelino fue incendiado al no poderlo salvarlo por ser graves los daños recibidos en el combate. El capitán Stuart fue ascendido por sus méritos en combate a jefe de escuadra por Real Orden del 25 de diciembre de 1751. 
En febrero de 1752, los dos navíos Dragón y América zarparon de Cádiz rumbo a Ferrol, con 150 tripulantes capturados del  Danzik para trabajar en las obras de la base naval.

### De nuevo en la flota de Indias
En 1752 zarpó de Cádiz rumbo a Veracruz bajo el mando del capitán de navío Juan Manuel Pérez de Alderete, como buque insignia de la división que daba escolta a un convoy de mercante, regresando a la bahía gaditana con caudales. A su regreso, quedó asignado al departamento de Ferrol.
Zarpa de Cádiz a finales de abril de 1753 rumbo a Veracruz para llevar azogues, 1.926 quintales y 50 libras. Llega a Veracruz el 27 de junio de 1753. Ese mismo año, el 13 de diciembre, zarpa de Veracruz y después de la Habana para regresar a Cádiz llevando más de 7 millones de pesos. Después de una penosa travesía con vientos y tiempo desfavorable, tiene que recalar en el puerto de Lisboa el 5 de marzo de 1754. Entró finalmente en Cádiz el 14 de marzo.
El 5 de septiembre de 1755 zarpa de Cádiz rumbo a Veracruz con los navíos América e Infante, al mando del jefe de escuadra don Blas de la Barreda, llevando a bordo al nuevo virrey de Nueva España, D. Agustín de Ahumada y Villalón, Marqués de las Amarillas. Realizan una escala en Las Palmas de Gran Canaria. Blas de Barreda debe sustituir a don Juan de Lángara en el mando de la escuadra de la Habana, quedando ésta compuesta por los navíos Dragón, Infante, la fragata Flecha y los jabeques Cazador y Liebre.
El 29 de junio de 1760 zarpa de Cádiz con la Flota de Nueva España al mando del teniente general don Carlos Reggio y Gravina, promovido a este grado durante la travesía. Estaba la flota compuesta por 12 mercantes y completaba la escolta el navío España, alias Santiago la España y un patache. Llegan a Veracruz el 4 de septiembre llevando a bordo al nuevo virrey de Nueva España don Joaquín de Monserrat, Marqués de Cruillas.
Concluida la feria de Jalapa el 1 de abril de 1761, zarpa la Flota de Veracruz el 3 de mayo, llegando a la Habana el 29 de junio.
El 13 de julio de 1761 zarpan de la Habana y llegan a Cádiz el 13 de septiembre, cargados con 10.235.013 de pesos fuertes y diversos géneros. Entraron en Cádiz los navíos Dragón y España, las fragatas Júpiter y Mercurio y los registros mercantes Constante, Nuestra Señora de Begoña, Santa Ana, Nuestra Señora de Loreto, Nuestra Señora del Rosario, alias Rayo Vizcaíno, Gallardo y Plázeres, además de los mercantes San Francisco Javier y Dragón Francés que, procedentes de Honduras, se habían unido a la expedición en la Habana.
En junio de 1764 zarpa de Cádiz con destino a Veracruz al mando del capitán de navío D. Juan Manuel Pérez de Alderete, marqués de Casinas, con la escuadra compuesta por los navíos Astuto, Glorioso, las fragatas Juno y Soledad, las saetías San José y San Juan Bautista y otros dos mercantes para llevar tropas del teniente general D. Juan de Villalba.
Zarpó de Veracruz el 9 de abril los mismos tres navíos y las fragatas de guerra Juno y Júpiter, y de la Habana el 29 de mayo, llegando a Cádiz el 21 de julio de 1765 con 8.886.138 pesos fuertes a bordo. Acompañando a los navíos estaban las fragatas San Judas Tadeo, Concepción, Soledad y los navíos de registro de Cartagena San Francisco Javier y Portobeleña.
El 3 de mayo de 1766 zarpa de Cádiz con destino a Veracruz, llevando a bordo al nuevo virrey de Nueva España Carlos Francisco de Croix, marqués de Croix, acompañado de su sobrino don Teodoro de Croix, y del arzobispo de Méjico. Iba acompañado por el navío de registro Nueva España. Entra en Veracruz el 11 de julio, en cuyo puerto debía incorporarse como nave almiranta a la flota comandada por D. Agustín de Idiáquez.
El 21 de agosto de 1766 zarpa de Veracruz como nave almiranta de la citada flota, sufriendo un huracán a los pocos días que dispersa la flota de Idiáquez. El navío Dragón regresó a Veracruz el 11 de noviembre de 1766.
El 30 de mayo de 1767, zarpa de Veracruz con el navío América y las fragatas Flora y Júpiter y otras unidades menores. Entran en el puerto de la Habana el 23 de junio cargados de caudales. Recorre las costas del Caribe en misión de corso y en La Habana recoge caudales y otras mercancías para su regreso a España a primeros de 1768.
El 22 de diciembre de 1768 zarpa de Cádiz siendo la nave almiranta de la Flota de Nueva España del jefe de escuadra don Francisco Javier Everardo-Tilly, Marqués de Casa Tilly. Regresa a Cádiz el 23 de julio de 1770.
El 29 de mayo de 1772 vuelve a zarpar de Cádiz como nave almiranta (segundo insignia) de la Flota de Nueva España, al mando de Luis de Córdova y Córdova, compuesta por tres buques de guerra (Dragón, América y Buen Consejo) y trece mercantes, llegando a Veracruz el 12 de agosto, tras quedar varado el Dragón en la rada del puerto de La Habana. Zarparon de regreso desde Veracruz el 30 de noviembre de 1773, y tras hacer escala en La Habana, partieron de la ciudad el 24 de enero, entrando en Cádiz el 18 de marzo de 1774, con 7 187 381 pesos en las bodegas del Dragón, con un total en la expedición de más de 22 millones de pesos en caudales. 
Tomó parte, de nuevo como buque insignia, en la última Flota de Indias, bajo el mando del jefe de escuadra Antonio de Ulloa. Al mando del Dragón se encontraba el brigadier Juan Antonio Cordero. Zarpó de Cádiz el 8 de mayo de 1776 con el navío España como nave capitana (primer insignia) y quince mercantes, que llegaron a Veracruz el 25 de julio. Después de una serie de retrasos, desavenencias con el virrey, apresto de los buques, guerra con Portugal, y otras causas, parten de la Habana de regreso a Cádiz, donde llegan el 29 de junio de 1778, para dirigirse posteriormente a Ferrol a finales de julio de 1778, realizando patrullas en los cabos San Vicente y Santa María.

### Guerra de Independencia de los Estados Unidos
Al comenzar la guerra con los británicos en junio de 1779, el Dragón zarpó de Ferrol con cuatro fragatas para patrullar las costas del mar Cantábrico, tras lo cual regresó a Ferrol a comienzos del mes de octubre. A mediados de octubre zarpó de Ferrol rumbo a Cádiz, y fue destinado a un crucero de vigilancia a las islas Azores. En enero de 1780 se incorporó a la escuadra del teniente general Luis de Córdova, tras haber sido carenado en el Arsenal de la Carraca. 
El 28 de abril de 1780, al mando del capitán de navío Pedro Autrán, zarpó de Cádiz rumbo a La Habana con la escuadra de doce navíos y tropas mandada por José Solano y Bote, que arribó a La Habana el 4 de agosto con la intención de operar en el Mar Caribe. El 16 de septiembre de 1781 entró nuevamente en La Habana procedente de Veracruz escoltando un convoy de seis mercantes con el navío San Francisco de Paula. Los dos navíos traían 4 700 000 pesos para el ejército, marina, situados, mientras los mercantes transportaban harina y otras mercancías. Al entrar en puerto quedó varado de nuevo el navío Dragón, no siendo liberado hasta el día siguiente. 
Con la escuadra al mando de José Solano y Bote participó en la ocupación de Pensacola en 1781 junto con la fragata Santa Clara la Americana, la fragata capturada británica London y el bergantín Márgara. A finales de 1781, junto a la fragata Santa Clara la Americana, zarpa de la Habana para recoger un regimiento en Puerto Rico y llevarlo a Cartagena de Indias, donde debían sofocar una rebelión. Durante esta comisión junto con el navío San Juan Nepomuceno capturan a la fragata británica London y al bergantín Márgara.
A finales de enero de 1782 zarpó de La Habana para represar a la corbeta Catalina, capturada por los británicos. En abril de 1782 se encontraba en reparaciones en el arsenal de La Habana. A finales de mayo de 1782 entra en Guarico, donde se une a la escuadra de 12 navíos al mando de José Solano y Bote y otros 22 navíos franceses. A finales de enero de 1783 zarpa del puerto de la Habana para represar a la corbeta Catalina, capturada por los británicos.

### Naufragio
Al mando del brigadier Miguel Alfonso de Sousa zarpó desde La Habana el 22 de mayo de 1783 junto con el San Lorenzo, rumbo a Veracruz, para recoger caudales que no fueron entregados anteriormente. El día 24 tomaron la Sonda de Campeche, ya que el piloto del Dragón consideraba como más seguro para evitar el riesgo del arrecife de Mujeres, en que tantos buques habían naufragado, arrastrados por las corrientes. El Dragón continuó con la derrota del OSO. A pesar de las precauciones tomadas, el día 27 el navío Dragón varó pasada la media noche en el Bajo Nuevo de Campeche.
Con mar llana y tiempo apacible, se tendió por popa un ancla y tres anclotes, aliviando al navío de peso por la proa, arrojando al mar la artillería de aquella parte y otros pertrechos, con el fin de elevar la proa.
Usando un cabestrante, al final cedió y el buque quedó a flote a las diez de la mañana del día 29, de cara al viento que, afortunadamente, seguía siendo bonancible, del ENE.
Sin perder el tiempo se procedió a preparar el aparejo para dar vela. Sin embargo, antes de que se pudiera terminar estos trabajos, el tiempo empeoró sobremanera, levantando mar que rompía con estruendo en el bajo, dejando al navío Dragón de nuevo en serio peligro.
Y aunque se tendió otra ancla, tanto esta como las anteriores garrearon lo que, unido a la rotura de una amarra, hizo que a las diez de la noche de nuevo el navío estaba con la popa sobre el fondo marino. Esta vez había mayor oleaje, embistiendo al Dragón de tal forma que ya nadie dudaba del funesto destino que le aguardaba. Del navío San Leandro tampoco llegaban buenas noticias; le faltaron las amarras de las dos anclas que había tendido a tres millas de distancia del bajo, aunque este último consiguió  logró mantenerse a la vela, enviando sus tres embarcaciones menores a auxiliar al Dragón.
Las cosas iban de mal en peor en el Dragón, que acabó tumbado en una banda, obligando a la tripulación a abandonar el barco. Disponían para ello de las propias embarcaciones del navío, las del San Leandro y algunas jangadas hechas a toda prisa con las maderas del propio navío.
La mar se estaba engruesando por momentos, al tiempo que el navío San Leandro era sotaventeado por la corriente, alejándolo diez o doce millas de distancia; una travesía difícil para las embarcaciones menores que iban ya muy sobrecargadas. Todas las embarcaciones menores lograron llegar al San Leandro, poniendo a la gente a salvo, excepto las improvisadas jangadas de las que no se supo nada de ellas, ni de los 60 hombres que las tripulaban.
El San Leandro estuvo hasta el 1 de junio patrullando la zona del naufragio, con vigías en los cofas de los palos, pero no consiguieron avistar nada. 
Nada más llegar a aquel puerto, se despachó una balandra al mando de un oficial que fue a buscar de nuevo por la zona del hundimiento. Desgraciadamente, no encontraron a los náufragos ni resto alguno del navío Dragón, que había desaparecido de forma definitiva.
El 30 de enero de 1784 se celebró el preceptivo consejo de guerra al brigadier Sousa, por la pérdida de su navío y 60 de sus hombres. Este consejo estuvo presidido por Francisco de Borja. De resultas, se absolvió de toda culpa a su comandante.